# جون إلغن وولف
جون إلغن وولف (بالإنجليزية: John Elgin Woolf)‏ هو مهندس معماري أمريكي، ولد في 1908، وتوفي في 1980.